# Dirt Rally
Dirt Rally (escrito como DiRT Rally) es un videojuego de carreras desarrollado y publicado por Codemasters para Windows de Microsoft.  Una versión de acceso anticipado del juego se liberó el 27 de abril de 2015, a través del servicio de distribución digital Steam. La versión final del juego se publicó el 7 de diciembre de 2015. El juego se publicó para las consolas de octava generación PlayStation 4 y Xbox One el 5 de abril de 2016. También cuenta con una versión para Linux/macOS.

## Jugabilidad
Dirt Rally es un videojuego de carreras  centrado en el rally.  Los jugadores compiten en acontecimientos de etapa cronometrada en asfalto y off-road en condiciones de tiempo variable. En su publicación, el juego presentaba 17 coches, 36 etapas de tres ubicaciones mundiales reales (Baumholder, Powys y Argolis), y multiplayer asíncrono. Rallycross y jugador versus jugador multiplayer son los modos de juegos planeados. Codemasters anunció una licencia con la Campeonato Mundial de Rallycross FIA en julio de 2015.
Dirt Rally presenta una gran cantidad de vehículos en una amplia variedad de categorías. Contiene coches de las décadas 1960, 1970, 1980, Grupo B, Grupo A, Grupo R, 2000, 2010, Rallycross y Pikes Peak.

## Desarrollo
Dirt Rally está desarrollado por la compañía de videojuegos británica Codemasters utilizando el motor Ego. El desarrollo empezó con un equipo de personas que salieron del videojuego de 2012 Dirt: Showdown.  Codemasters ha enfatizado su deseo de crear un simulador con Dirt Rally. Empezaron prototipando un modelo de conducción y creando las pistas basadas en mapas de datos. El juego emplea un modelo de física diferente de títulos anteriores, reconstruidos de cero.
Una versión temprana de Dirt Rally estuvo exhibida a periodistas a finales de 2013, pero el juego no fue oficialmente anunciado hasta el 27 de abril de 2015. Este fue publicado más tarde para Microsoft Windows en acceso temprano en Steam. El director de desarrollo Paul Coleman declaró que fue importante liberar públicamente una versión inacabada del juego de modo que el equipo de desarrollo pudiera conseguir feedback de los jugadores.  Expreso un interés en publicar Dirt Rally en consolas en el futuro pero dijo que no era posible actualmente siendo un juego de acceso temprano.  Codemasters pretende introducir coches nuevos, ubicaciones, y modos en actualizaciones mensuales, y hacer algunos ajustes durante el proceso de acceso temprano. La versión completa del juego fue publicada el 7 de diciembre de 2015. El juego se publicó para PlayStation 4 y Xbox One el 5 de abril de 2016.

## Recepción
La recepción inicial hacia Dirt Rally ha sido positiva.